# 公館派
公馆派，是汪精卫国民政府内部的主要派系之一，亲附于汪精卫夫人陈璧君，成员多为陈璧君亲属。公馆派其名来自南京的汪精卫公馆，原是褚民谊的官邸。1944年11月，汪精卫死后，陈公博代理国民政府主席一职，公馆派成员褚民谊、林柏生等人与陈公博产生激烈冲突，随后公馆派便遭排挤。

## 成员[3]
陈璧君
褚民谊（陈璧君义妹陈舜贞之夫）
林柏生（陈璧君干儿子）
陈春圃（陈璧君远房侄子）
陈耀祖（陈璧君之弟）
周隆庠
陈君慧